# Meego
Meego (1997) – amerykański serial komediowy science-fiction stworzony przez Rossa Browna. Wyprodukowany przez Miller/Boyett/Warren Productions i Warner Bros. Television.
Jego światowa premiera odbyła się 1 września 1997 roku na kanale CBS. Miało zostać wyemitowane 13 odcinków, ale zostało wyemitowanych tylko 6 odcinków. Emisja zakończyła się 24 października 1997 roku. Serial został anulowany w połowie pierwszego sezonu. W Polsce serial nadawany był dawniej na kanale TVP1.

## Obsada
- Bronson Pinchot jako Meego
- Ed Begley Jr. jako doktor Edward Parker
- Erik von Detten jako Trip Parker #1
- Will Estes jako Trip Parker #2
- Michelle Trachtenberg jako Maggie Parker
- Jonathan Lipnicki jako Alex Parker

## Spis odcinków
| N/o            | Tytuł angielski               |
| -------------- | ----------------------------- |
|                |                               |
| SERIA PIERWSZA |                               |
|                |                               |
| 01             | Pilot                         |
|                |                               |
| 02             | Love and Money                |
|                |                               |
| 03             | The Truth About Cars and Dogs |
|                |                               |
| 04             | It's Good to be King          |
|                |                               |
| 05             | Fatal Attraction              |
|                |                               |
| 06             | Halloween                     |
|                |                               |
| 07             | Mommy 'n' Meego               |
|                |                               |
| 08             | Magic Parker                  |
|                |                               |
| 09             | Liar, Liar                    |
|                |                               |
| 10             | I Won't Be Home for Christmas |
|                |                               |
| 11             | Saturday Night Fever          |
|                |                               |
| 12             | Performance Art               |
|                |                               |
| 13             | Car and Driver                |
|                |                               |

## Nagrody i nominacje

### Young Artist Award
- 1998 – Jonathan Lipnicki - nominacja w kategorii Best Performance by a Young Actor in a Comedy TV Series
- 1998 – Michelle Trachtenberg - wygrana w kategorii Best Performance in a TV Comedy Series - Supporting Young Actress